# OLPC XO-1

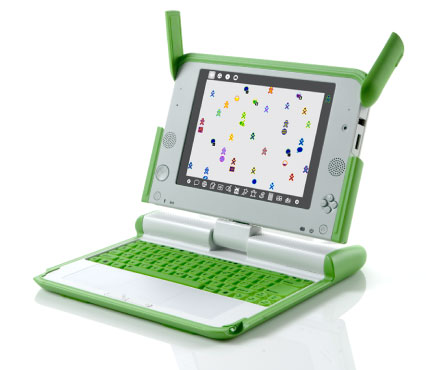
XO-1. Die „Hasenohren“ dienten als WLAN-Antennen und als Schutzabdeckung für die USB-Anschlüsse.

Der XO-1 der Initiative One Laptop Per Child, deutsch „Ein Laptop pro Kind“, (kurz OLPC) war ein preisgünstiger, robuster und speziell an Kinderbedürfnisse angepasster Laptop, der für den Einsatz im Schulunterricht, insbesondere in Entwicklungs- und Schwellenländern, vorgesehen war. Er wurde auch als 100-Dollar-Laptop oder Children’s Machine bezeichnet.
Das Projekt bezeichnete sich als Ausbildungsprojekt, nicht als Laptopprojekt. Der Leitgedanke war, den Computer zu einem kindgerechten und vielseitigen Lernwerkzeug für die Schule zu machen und den Zugang zu aktuellem Wissen über digitale Medien aller Art und das Internet zu ermöglichen. Die Verwendung von freier Software wurde angestrebt. Gründer und Vorsitzender der Initiative war der MIT-Professor Nicholas Negroponte.

## Überblick
Der Einsatz als Schülerlaptop im Rahmen von E-Learning erforderte eine Umgestaltung des Laptopdesigns, weg von der bisherigen Konzeption als Bürogerät für Erwachsene hin zur Gestaltung als Lernwerkzeug. Dazu wurden sowohl die Hardware als auch die Software für die Anforderungen und Bedürfnisse von Schülern maßgeschneidert: Es wurde eine neue grafische Benutzeroberfläche namens Sugar konzipiert.
Der Lerncomputer sollte als Plattform für unterschiedliche Lernkonzepte und Unterrichtsmethoden dienen, wobei im Rahmen des Projektes die Konstruktivistische Didaktik nach Seymour Papert im Vordergrund stand. Nach diesem Konzept soll der Lehrer den Schülern selbständiges Lernen ermöglichen, kann aber daneben weiterhin auf klassische Unterrichtsmethoden bis hin zum Frontalunterricht zurückgreifen.
Der Laptop sollte nicht nur Unterrichts-, sondern auch Kommunikationsmedium sein. Er konnte zur Nutzung von Lernprogrammen, zum Lesen von E-Books oder für netzbasierte Videokonferenzen, Telefongespräche und Chats verwendet werden. Der Laptop ermöglichte die spontane Bildung von Lernteams (kollaboratives Lernen), indem sich die Computer auf Anforderung ihrer Nutzer selbständig miteinander vernetzten (Mesh-Netzwerk). Die mitgelieferten Anwendungen waren für Gruppenarbeit über das Netz (LAN und Internet) optimiert. Dieses aktive, situierte Lernen sollte eine neue Qualität des Wissenserwerbs ermöglichen.
Träger des Projekts war die Non-Profit-Organisation „One Laptop per Child“ unter Vorsitz des MIT-Professors Nicholas Negroponte. Sie wurde nach Abschluss eines Forschungsprojekts am MIT Media Lab gegründet. Als gemeinnützige Gesellschaft war OLPC nicht auf Gewinnmaximierung ausgerichtet; das Projekt verstand sich als gemeinwohlorientiertes Bildungsprojekt. Die im Rahmen des Projekts entwickelte Software stellte OLPC als Open-Source-Projekt der Allgemeinheit als freie Software uneingeschränkt und kostenlos zur Verfügung. Damit stand es jedem frei, die Software weiterzuentwickeln und an spezifische Bedürfnisse anzupassen.
Die Zielgruppe des Geräts waren Schüler vorwiegend aus Entwicklungs-, Schwellen-, aber auch aus Industrieländern. Die durch hohe Stückzahlen erhoffte Verringerung der Produktionskosten sollte unmittelbar an die Abnehmer weitergereicht werden. Neben der Verbesserung der Schulausbildung zielte das Projekt darauf, die wachsende digitale Kluft zwischen Industrieländern sowie Entwicklungs- und Schwellenländern langfristig zu schließen. Durch seinen niedrigen Preis sollte der Laptop möglichst allen Bevölkerungsschichten den Zugang zum Internet und damit zu modernem Wissen erlauben und so Bildung ermöglichen. Daher unterstützten die Vereinten Nationen das Projekt.

## Projektverlauf

### Erste Forschungsansätze

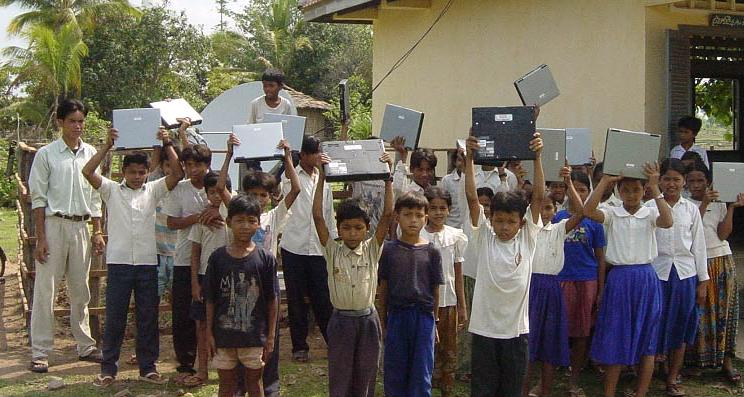
Kambodschanische Schulkinder nach Abschluss des Forschungsprojektes im Jahr 2001

Der MIT-Professor Seymour Papert hatte bereits in den 1970er Jahren in einem Forschungsprojekt Computertechnik in ein afrikanisches Dorf gebracht und beobachtet, dass Kinder, die vorher keinen Kontakt damit hatten, innerhalb kürzester Zeit lernten, den Computer zu bedienen und sich so neues Wissen anzueignen.
In der Folge kam am MIT Media Lab die Idee auf, einen preiswerten Laptop speziell für Entwicklungsländer zu konzipieren. Im Jahr 2001 wurde jedem Kind einer Dorfschule in Kambodscha ein damals moderner Laptop für den Schulunterricht zur Verfügung gestellt. Man testete, welche besonderen Anforderungen an ein solches Gerät im Rahmen des Schulunterrichts, insbesondere in einem infrastrukturell schwachen Gebiet gestellt werden, und zog daraus Schlussfolgerungen für das Design eines solchen Laptops.

### Ausgliederung des ProjektesOne Laptop per Child
Als sich abzeichnete, dass das Projekt den Rahmen eines reinen Forschungsprojektes sprengen würde, wurde zu dessen Umsetzung in die Praxis die Non-Profit-Organisation One Laptop per Child (kurz: OLPC) gegründet und organisatorisch von der Universität getrennt. Vorstandsmitglieder waren unter anderem Nicholas Negroponte (Vorsitzender), Antonio Battro (Chief Education Officer) und Walter Bender (Software and Content)

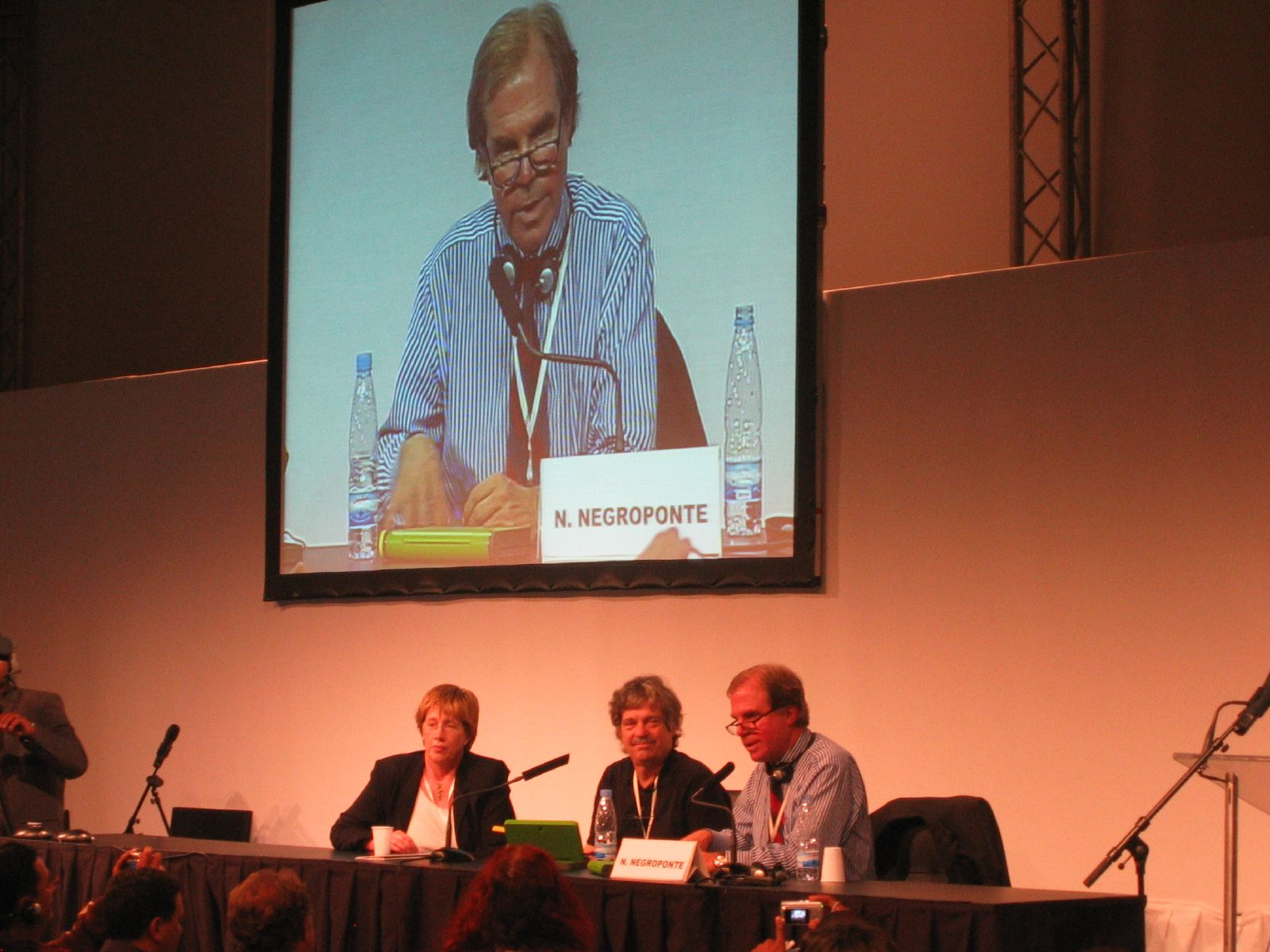
Vorstellung des Projekts 100-Dollar-Laptop durch Mary Lou Jepsen, Alan Kay und Nicholas Negroponte auf der zweiten WSIS in Tunis, 16. November 2005

### Projektstart
Der Projektstart erfolgte im Januar 2005 auf dem Weltwirtschaftsforum in Davos (Schweiz), als Nicholas Negroponte das Konzept zur Entwicklung eines Hundred-Dollar-Laptop-Project (HDLP) bekannt gab. Damals konnte als erster Partner AMD gewonnen werden. Noch im selben Monat folgten News Corporation und Google. Am 16. November 2005 stellte Nicholas Negroponte gemeinsam mit UN-Generalsekretär Kofi Annan auf dem zweiten Weltgipfel zur Informationsgesellschaft (WSIS) in Tunis erstmals öffentlich funktionsfähige Prototypen des 100-Dollar-Laptops vor.
Danach erhielt das Projekt von weiteren Partnern aus der Industrie wie etwa Marvell, Brightstar, Nortel, SES-Astra und Red Hat Unterstützung. In einer Pressemitteilung vom Dezember 2005 gab „One Laptop per Child“ bekannt, dass als Laptop-Hersteller das Unternehmen Quanta mit Sitz in Taiwan gewonnen werden konnte. Auf dem Weltwirtschaftsforum im Januar 2006 wurde schließlich die Zusammenarbeit von „One Laptop per Child“ mit dem Entwicklungsprogramm der Vereinten Nationen bekanntgegeben.

### Entwicklung

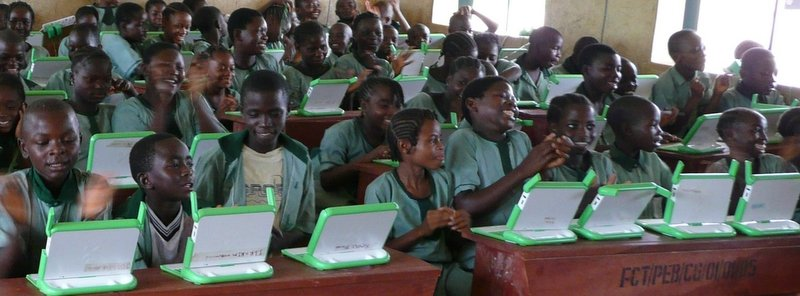
Einsatz der B4-Prototypen in einer Projektschule in Galadima, Nigeria, im Sommer 2007

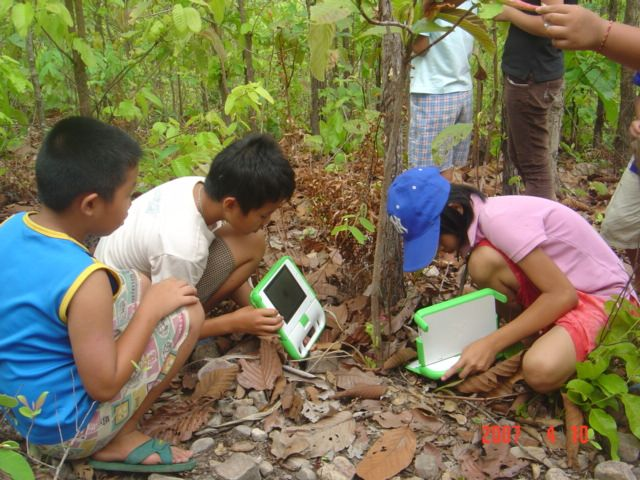
OLPC-Projektschule in Ban Samkha, Thailand: Die Kinder dokumentieren mittels eingebauter Kamera (B4-Prototyp) einen Pflanzenfund während eines Schulausflugs.

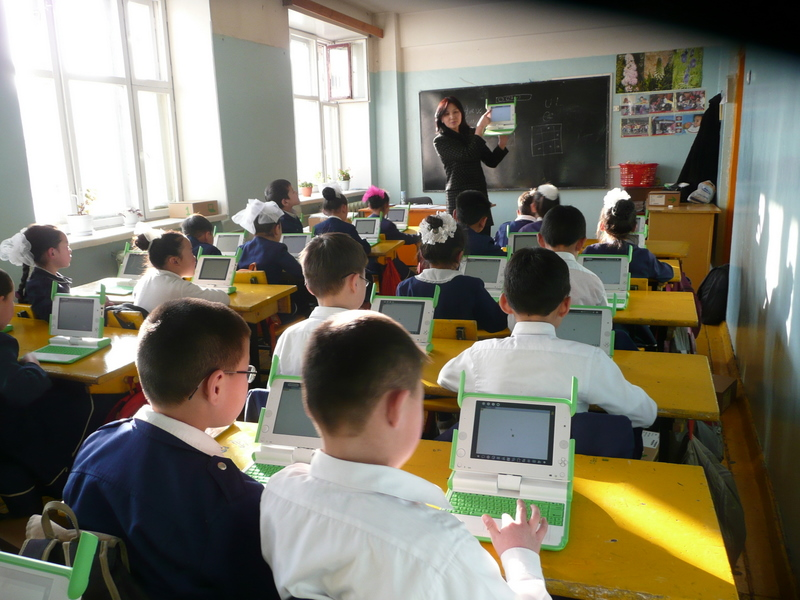
Projektschule in der Mongolei im Januar 2008 (Verwendung des XO-Serienmodells)

Im April 2006 begann der „Alpha-Test“ mit der Hauptplatine für die Großproduktion und ihren integrierten Komponenten. Im Juni 2006 erhielten die beteiligten Entwickler ca. 500 Stück der Hauptplatine für weitere Tests.
Im Sommer 2006 begann die Beta-Testphase. Beim Beta-Test 1 im November 2006 wurden 875 Laptops mit allen relevanten Komponenten an die Entwickler sowie für praktische Tests in Schulklassen versendet. Anschließend wurden die verwendeten Laptops zusätzlichen mechanischen Belastungstests unterzogen, um weitere Erkenntnisse über die Stabilität und maximale Belastbarkeit von Konstruktion und Design zu erhalten. Mitte Februar 2007 begann der Beta-Test 2 zur weiteren Optimierung des Systems. Etwa 2500 Beta-2-Laptops wurden wieder an Entwickler und zum testweisen Praxiseinsatz in Schulklassen versandt.
Parallel dazu wurden verschiedene Tastatur-Layouts für weniger verbreitete Sprachen wie Kinyarwanda, Amharisch, Urdu, Nepali, Kasachisch, Mongolisch, Devanagari, Paschtu oder Darī entwickelt. Bislang war für einige dieser Sprachen keine Computertastatur verfügbar. Es wurden auch verfügbare Tastatur-Layouts für verbreitete Sprachen wie Libysch, Türkisch oder Englisch an die Bedürfnisse der Zielgruppe des XO-Laptops angepasst.
Im Mai 2007 wurden für den Beta-Test 3 ca. 100 Stück produziert, Ende Juni 2007 ca. 2000 Stück des Prototyps der 4. Generation. Ende Juli 2007 wurde eine kleine Auflage an „pre-production test systems“ hergestellt (ca. 300 Stück), der sogenannte CTest-1, gefolgt von einem CTest-2. Diese Prototypen waren weitgehend identisch mit dem Endprodukt.

### Produktion und Preis
Die Serienproduktion des XO-Laptops startete im November 2007. Er wurde durch den Auftragsfertiger Quanta Computer Inc. mit Sitz in Taiwan hergestellt, die Auslieferung begann im Dezember 2007. Bis Mitte 2010 wurden etwa 2 Millionen Laptops produziert, die hauptsächlich in Uruguay, Peru, Mexiko, Ruanda, Haiti und in den USA eingesetzt werden. Der Laptop wurde beim Start der Großproduktion zu einem Preis von ca. 188 US-Dollar (umgerechnet etwa 135 Euro) angeboten. Die ursprünglich geplante Preissenkung auf 100 Dollar 2009 und 50 Dollar 2010 konnte nie verwirklicht werden; der Preis blieb bei 190 Dollar (Stand Ende 2009). OLPC gab für die Total Cost of Ownership (TCO), also die Fixkosten, die Wartung und den Internetzugang insgesamt 1 Dollar pro Woche an (Stand Ende 2009).

### Vertrieb und Finanzierung

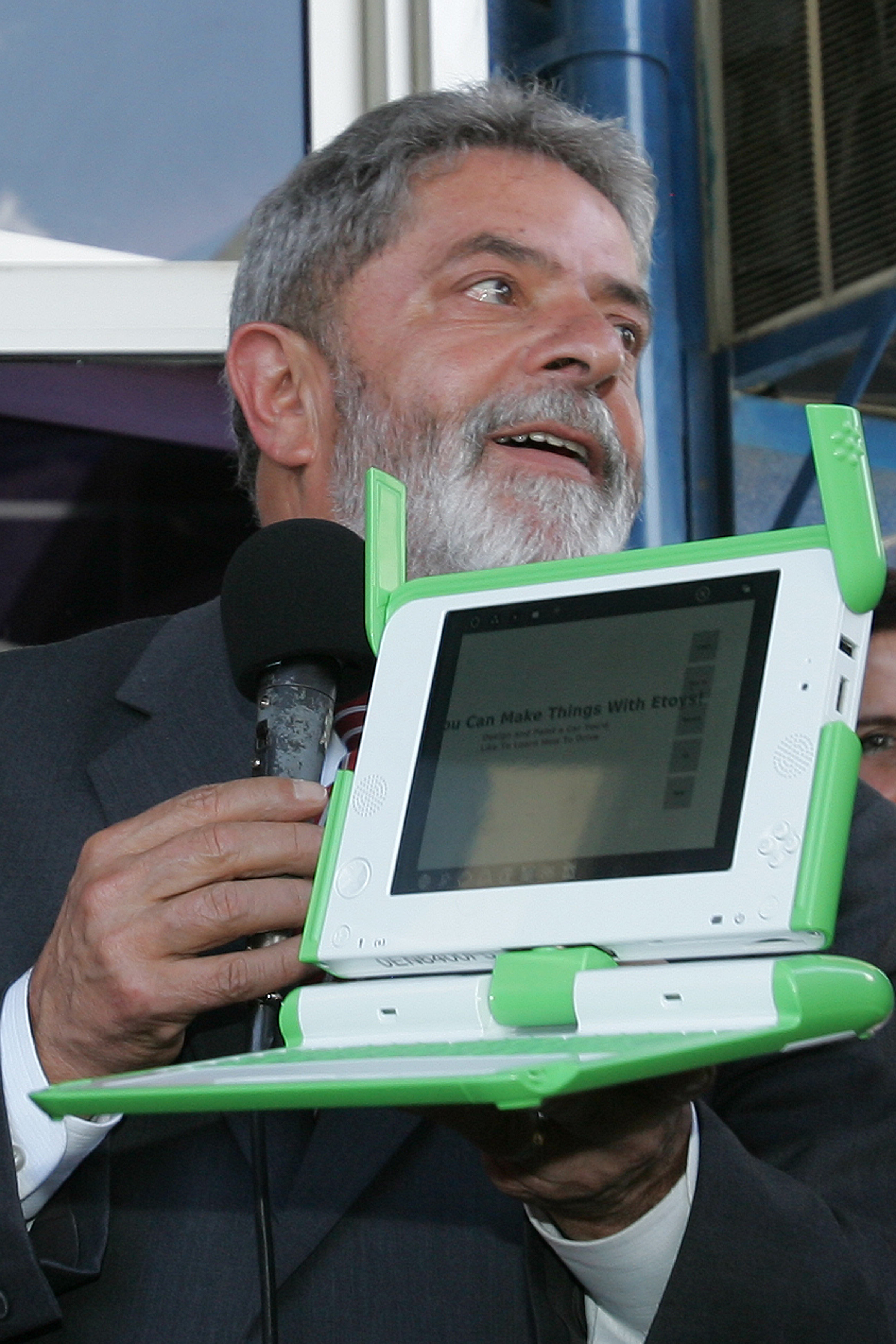
Der brasilianische Präsident Luiz Inácio Lula da Silva mit einem 100-$-Laptop (November 2006)

Der Vertrieb erfolgte nur über die am Projekt teilnehmenden Länder, welche die Laptops in großen Stückzahlen abnehmen und über die Schulen an die Schüler weiterleiten sollten. Die Auslieferung der Bestellungen sollte dabei über mehrere Monate oder wenige Jahre verteilt werden, um vorhandene Transportkapazitäten in die Abnehmerländer mitzunutzen und damit die Transportkosten gering zu halten.
Ursprünglich war als Voraussetzung für den Produktionsstart die vorherige Bezahlung der Laptops durch die Teilnehmerländer vorgesehen; dies ließ sich jedoch nicht realisieren. Daher wurden zur weiteren Finanzierung Spendenaktionen initiiert. In Nordamerika konnten Endverbraucher seit Ende September 2007 einen Laptop für 400 US-Dollar erwerben und damit gleichzeitig eine Spende für die am Projekt teilnehmenden Entwicklungs- und Schwellenländer tätigen. Daneben waren auch Einzelspenden über eine Internetseite möglich.
Zudem fand vom 12. November bis 31. Dezember 2007 erstmals eine Kampagne namens Give 1 Get 1 (G1G1) in den USA und Kanada statt. Bei dieser Aktion bekam ein bedürftiges Kind einen XO-Laptop, einen zweiten Laptop erhielt der Besteller Mitte Dezember, also kurz vor Weihnachten, geliefert. Im Rahmen dieser Aktion wurden ca. 150.000 XO-Laptops bestellt, so dass weitere 150.000 XO-Laptops als Spende an die teilnehmenden Projektländer gingen.
Am 17. November 2008 wurde eine erneute Give One Get One Aktion gestartet, die es auch Privatpersonen aus Ländern der EU sowie der Schweiz, Russland und der Türkei erlaubte, je einen XO-Laptop zu erwerben und zu verschenken. Der Vertrieb wurde durch Amazon UK abgewickelt. OLPC Deutschland bewarb dieses Projekt auch unter dem Arbeitstitel Dir1Mir1. Die Aktion endete im Dezember 2008.
Aufgrund dieser Spenden konnten Projekte in weiteren Ländern gestartet werden. Während die Teilnehmer der Give One Get One Aktion keinen Einfluss darauf hatten, in welchem Land der gespendete Laptop zum Einsatz kam, bot die OLPC-Stiftung bei Spenden von mehr als 100 Laptops (etwa durch Unternehmen) dem Spender die Möglichkeit, den Einsatzort selbst zu wählen.

### Weiterentwicklung und Varianten
Im April 2009 kündigte OLPC eine neue, verbesserte Variante des XO-1 mit leistungsstärkerem Prozessor und mehr Speicher an, die als XO-1.5 bezeichnet wurde. Diese Modellreihe wurde ab 2010 mit veränderter Software auch als XO-HS (Highschool) speziell für Schüler weiterführender Schulen angeboten.
OLPC hatte eine weitere Version des Laptops unter der Produktbezeichnung XO-2 geplant, die für 75 Dollar angeboten werden sollte, deren Entwicklung aber eingestellt wurde. Als Ersatz wurde der XO Tablet-PC (Bezeichnung: XO-3) entwickelt, der alternativ mit einem 7- oder 10-Zoll-Bildschirm erhältlich war. Ihm folgte der XO-4 mit einem besonders stromsparenden ARM-Prozessor, der als XO-4 Touch auch mit Touchscreen erhältlich war. Er wurde mit dem Linux-Betriebssystem Fedora 18 und den Benutzungsoberflächen Sugar und Gnome ausgeliefert. Der Preis für das Modell ohne Touchscreen sollte laut Ankündigung vom August 2013 bei 206 US-Dollar liegen. Der XO-4 Touch war die letzte vorgestellte Version des Laptops.
Nicholas Negroponte teilte Ende 2010 mit, dass 2 Millionen Geräte in 40 verschiedene Länder ausgeliefert worden seien. Dabei lag ein Schwerpunkt auf Ländern Südamerikas. In Uruguay erhielt beinahe jedes Schulkind einen OLPC-Laptop – auch in entfernt gelegenen Dörfern.

## Hardware

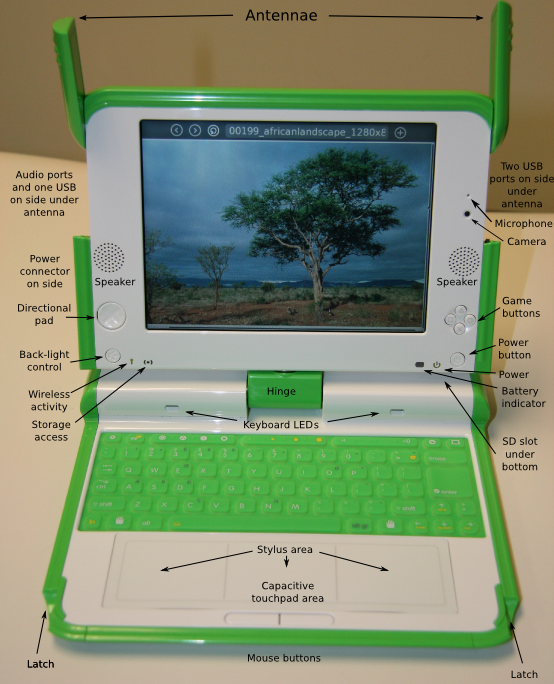
Funktionsübersicht des XO-1

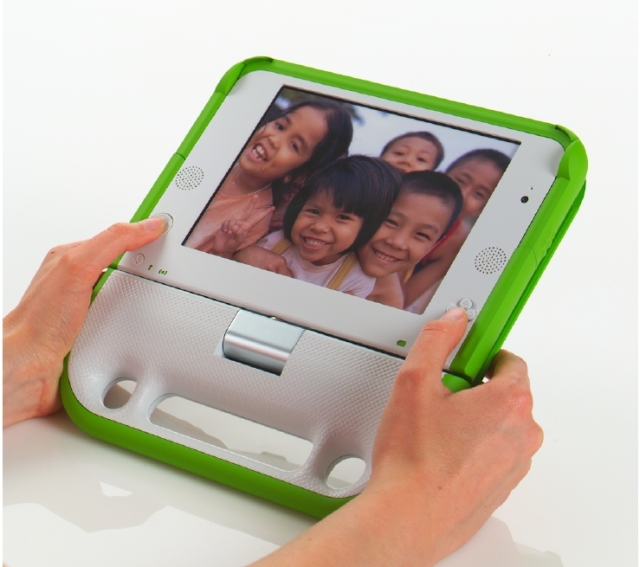
Der E-Book-Modus des XO-1

Der Laptop hatte die Maße 24,2 cm × 22,8 cm × 3,0 cm. Durch seinen umklappbaren Bildschirm konnte das Gerät ähnlich wie ein Tablet-PC verwendet werden, verfügte jedoch nicht über einen Touchscreen. Sein Gewicht betrug – inklusive Akku – etwa 1,4 Kilogramm. Das Design des Geräts stammt vom Schweizer Industriedesigner Yves Béhar.
Laut dem offiziellen OLPC-Wiki verwendete der Laptop den auf der x86-Architektur basierenden Prozessor AMD Geode LX-700@0,8W mit 433 MHz Taktfrequenz, mit zusätzlichem L1- und L2-Cache von insgesamt 256 kB. Die Zahl 700 gibt an, dass die Rechenleistung zumindest der eines Intel Pentium III (Celeron) mit einer Taktfrequenz von 700 MHz entsprechen soll.
Weiterhin verfügte der Laptop über eine Videokamera mit einer Auflösung von 640×480 Pixel, Audioein- und -ausgänge, ein Mikrofon und zwei Lautsprecher. Über den Signaleingang war der Laptop in der Lage, Messwerte von analogen Sensoren (etwa einem Thermometer, pH-Messgerät, Oszilloskops oder Mikroskop) aufzuzeichnen und automatisch in einem Programm zu verarbeiten. Der Laptop hatte ein Touchpad mit einer Gesamtlänge von ca. 15 cm, das auch Eingaben über einen Eingabestift verarbeiten konnte. Tastatur und Touchpad konnten mittels zweier Leuchtdioden beleuchtet werden, um den Computer auch nachts bzw. bei schlechten Lichtverhältnissen nutzen zu können.
Je nach Anwendungen und Akkutyp sollte die durchschnittliche Laufzeit des Akkus drei bis sechs Stunden betragen. Bei aktiver Benutzung verbrauchte der Laptop lediglich ca. 2,5 Watt. Wenn keine Eingaben erfolgten, arbeitete er weiterhin als Netzwerkrouter und nahm dabei nur noch ca. 0,3 Watt auf (Standardlaptops: ca. 20 bis 40 Watt).

### Bildschirm

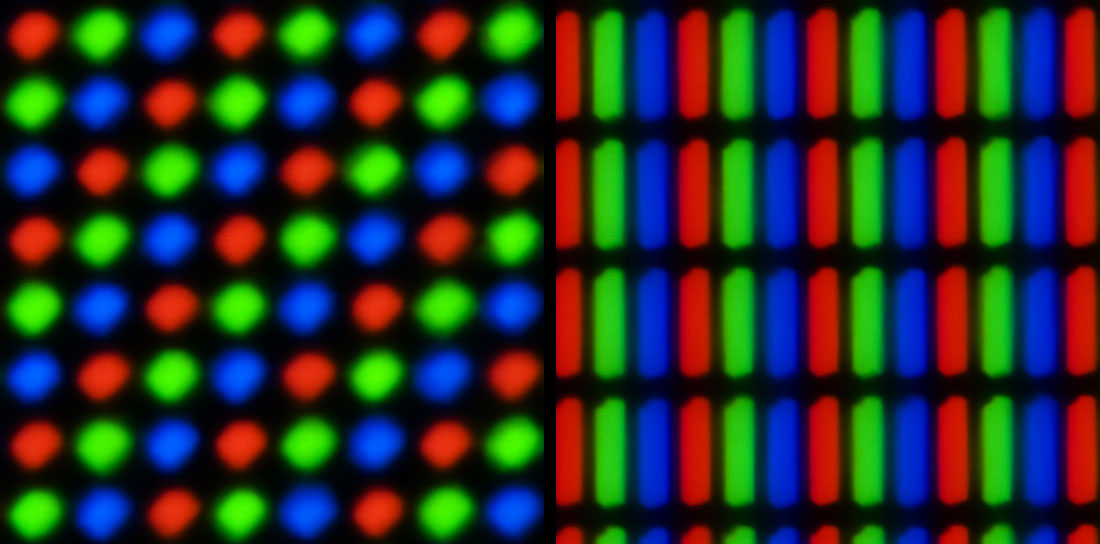
Vergleich der XO-1-Anzeige (links) mit einem üblichen TFT-LCD. Die Bilder zeigen jeweils eine Fläche von 1×1 mm. Je drei Subpixel der üblichen Anzeige (rechts die eines Lenovo X61) werden gemeinhin als ein Pixel bezeichnet, während beim OLPC-XO-LCD jedes Subpixel als eigenes Pixel gilt.

Der Bildschirm hatte eine Diagonale von 7,5 Zoll (etwa 19 cm) und verfügte über einen speziellen Aufbau aus LCD-Hintergrundbeleuchtung, Farbfilter und teildurchlässiger Reflexionssschicht. Dadurch konnte er bei unterschiedlichen Lichtverhältnissen benutzt werden, so dass zum Beispiel computerbasierter Unterricht im Freien möglich wurde: Bei geringem Umgebungslicht arbeitete er hintergrundbeleuchtet (transmissiv) mit einer Farbauflösung von 692 × 520 Pixel; bei starkem Lichteinfall, zum Beispiel durch direktes Sonnenlicht, transflektiv in Schwarzweiß-Darstellung mit einer Auflösung von 1200 × 900 Pixel. In diesem Modus ist der Bildschirm nicht hintergrundbeleuchtet, sondern reflektiert das Umgebungslicht. Bei Schwarzweiß-Darstellung wurde eine Pixeldichte von 200 dpi erreicht und der Energieverbrauch des Bildschirms lag bei nur 0,1 Watt.
Bei Farbdarstellung sollte aufgrund der ungewöhnlichen Anordnung der Subpixel und einer Antialias-Filterung die „wahrgenommene Auflösung“ mit der einer XGA-Auflösung (1024×768 Pixel) vergleichbar sein. Die Umschaltung zwischen beiden Modi erfolgte über einen speziellen Grafikprozessor (Display Controller – DCON).

### Speicher

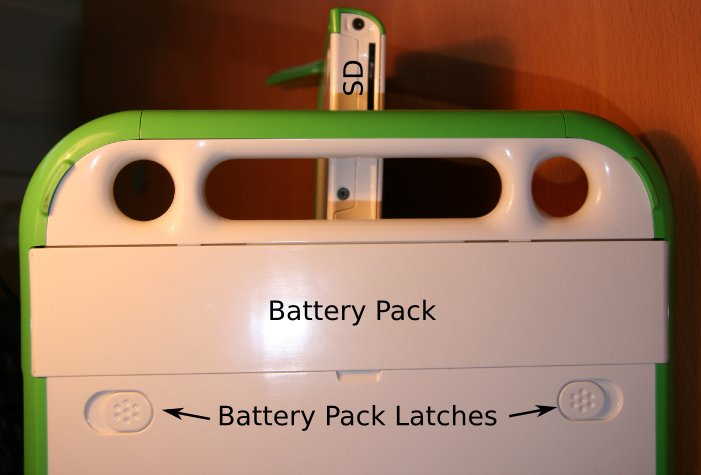
Laptop-Unterseite: Zugang zu SD-Karten-Steckplatz und Laptop-Akku. Oben befinden sich zwei Ösen für einen Schultergurt sowie ein Haltegriff in der Mitte.

Die Größe des Arbeitsspeichers betrug 256 Megabyte. Als Datenspeicher diente ein Flash-Speicher mit 1024 MB. Das Betriebssystem belegte davon ca. 140 MB, womit noch ca. 860 MB für Anwendungen und Daten verfügbar waren. Weitere Speichermedien ließen sich über den eingebauten SD-Karten-Steckplatz und die drei USB-Anschlüsse verbinden. Zudem war geplant, größere Datenmengen, wie etwa eine digitale Bibliothek oder eine Kopie der Wikipedia, auf einem 100-Dollar-Server mit  WLAN-Zugriff vorzuhalten.

### Robustheit und Hitzebeständigkeit
Der XO-Laptop wurde für den täglichen Einsatz in der Schule, aber auch außerhalb des Klassenzimmers konzipiert und daher besonders robust konstruiert. Er sollte mindestens fünf Jahre ohne Funktionsausfälle einsetzbar sein (Standardlaptop: zwei Jahre). Aufgrund des geringen Stromverbrauchs heizte sich der Computer weniger stark auf und blieb auch bei Außentemperaturen von über 60 Grad Celsius funktionsfähig. Die Abwärme des Prozessors musste nicht über Entlüftungsschlitze abgeführt werden, so dass das Gehäuse zum Schutz vor Regen komplett gekapselt werden konnte. Die USB- und Audioanschlüsse wurden im geschlossenen Zustand von den integrierten Antennen abgedeckt. Die Tastatur war durch eine Gummimembran abgedichtet und damit auch im aufgeklappten Zustand staub- und wasserdicht.
Um die Stoßfestigkeit des Laptops zu erhöhen, wurde auf den Einbau einer Festplatte zugunsten eines Flash-Speichers verzichtet. Die Hauptplatine war auf Weichgummi-Stoßdämpfern gelagert und im Kopfteil hinter dem Bildschirm eingebaut. Dadurch ergaben sich kürzere Kabellängen und Leiterbahnen, was die Gefahr von Kabelbrüchen oder Wackelkontakte reduzieren sollte. Der im Vergleich zu Standard-Laptops breitere Gehäuserahmen (2 mm statt 1,3 mm) sollte die Bruchfestigkeit erhöhen.

### Umweltfreundlichkeit
Der XO-Laptop erfüllte die Vorgaben der Umweltrichtlinie der EU RoHS und wurde durch das „Electronic Program Environmental Assessment Tool“ (EPEAT) nach dem IEEE 1680-Standard zertifiziert. Dabei erfüllte er die Anforderungen des Gold-Standards und übertraf sie zum Teil.
Gründe für die besondere Umweltfreundlichkeit des XO-Laptops waren unter anderem die längere Lebensdauer der Akkus (bis zu viermal länger als Standard-Akkus), der geringe Stromverbrauch (10 % des Verbrauchs von Standard-Laptops und 14-mal geringer als die Energy-Star-Anforderungen) und die Entwicklung eines Recycling-Programms. Bei der Konstruktion des Computers wurde darauf geachtet, dass ein Austausch von defekten Komponenten wie Tastatur oder Bildschirm in wenigen, möglichst einfachen Arbeitsschritten und ohne Spezialwerkzeug erfolgen konnte.
Zudem war der XO-Laptop der erste Computer weltweit mit einem quecksilberfreien Bildschirm.

### Energieversorgung

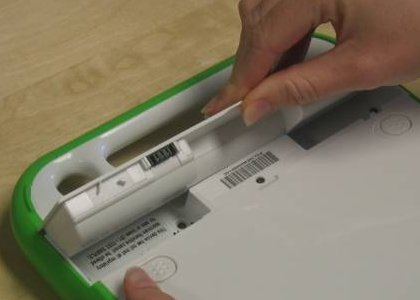
Ladeelektronik mit Kammern für den Akkupack auf der Unterseite des XO-Laptops

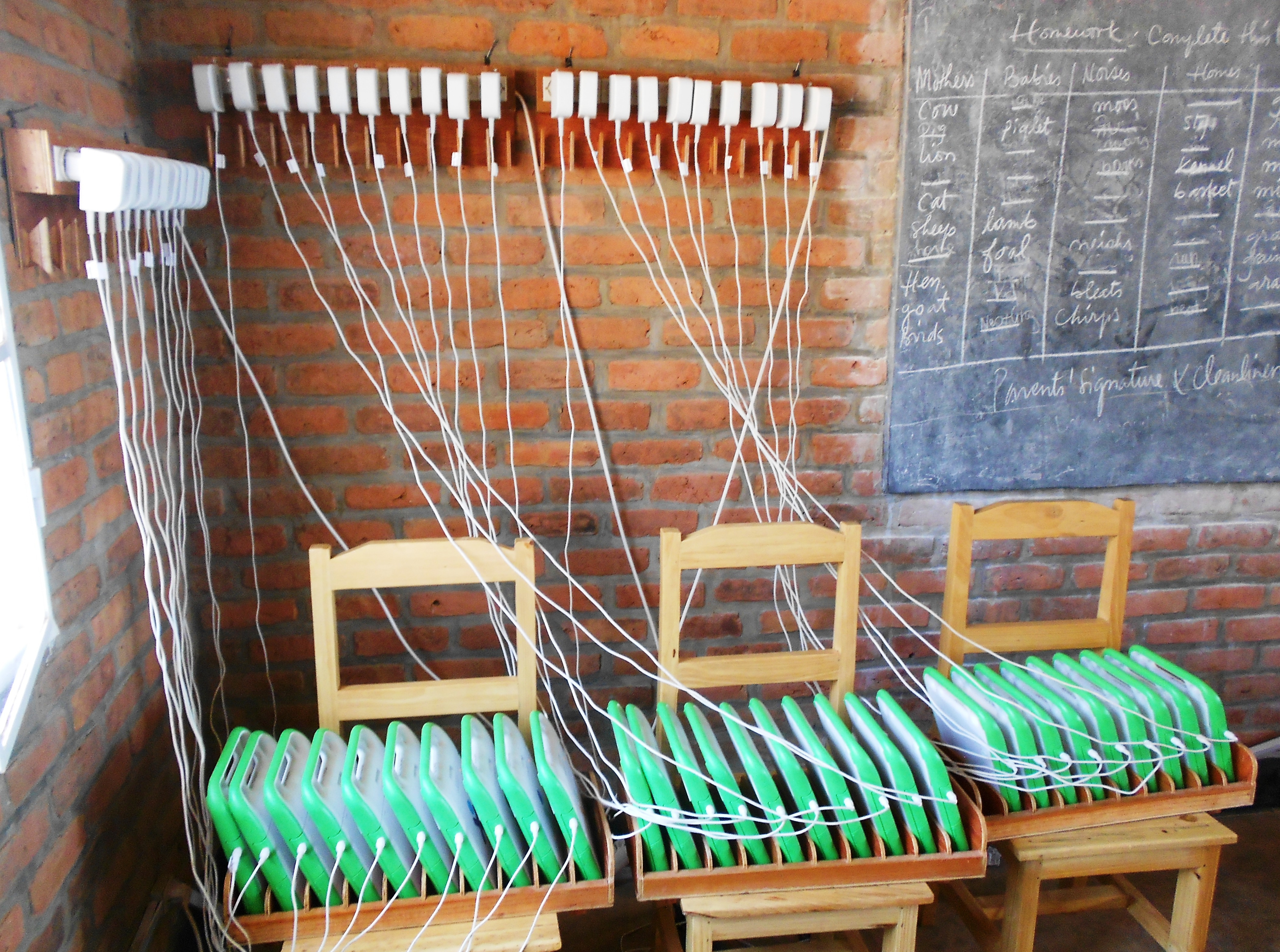
Aufladestationen für XOs im Klassenraum

Mit Rücksicht auf das Problem der Energieversorgung in infrastrukturschwachen Gebieten konnte der XO-Laptop über verschiedene Quellen mit elektrischer Energie versorgt werden:
- Über ein Netzkabel, wobei die Lade-Elektronik Spannungsspitzen bis ± 40 Volt und sonstige Schwankungen des in Entwicklungsländern häufig instabilen Stromnetzes kompensieren konnte. Der Laptop konnte über jede Stromquelle versorgt werden, die Strom mit einer Spannung zwischen 11 und 18 Volt bereitstellt. Als Stromquelle kamen demnach auch Solarzellen, kleine Windgeneratoren und Autobatterien in Frage.
- Über einen auswechselbaren Akku. der aus fünf in Serie geschalteten Nickel-Metallhydrid-Zellen im Standardformat AA (Mignon) mit je 1,2 V[18][28] oder aus zwei Lithium-Eisenphosphat-Zellen mit je 3,2 V Nennspannung bestand. Bei Bedarf konnte der Laptop auch mit Standardakkus oder Batterien im Format AA betrieben werden.[18][31] Die Nickel-Metallhydrid-Akkus waren 2000-mal (Standard-Akkus: 500-mal) aufladbar, bis ihre Kapazität von maximal 16,5 Wh auf 50 % absank. Dies entspricht einer Nutzungsdauer von fünf Jahren, der Mindestnutzungsdauer der XO-Laptops. Die leichteren Lithium-Eisenphosphat-Akkus hatten eine höhere Kapazität (max. 22,8 Wh) und konnten mehrere tausend Mal geladen werden, so dass ein Austausch während der gesamten Nutzungsdauer in der Regel unnötig sein sollte.
- Über einen am Computer anschließbaren Dynamo, der von den Laptop-Nutzern, also den Kindern, selbst betrieben werden konnte. Dazu wurden verschiedene an die körperliche Leistungsfähigkeit von Kindern angepasste Generatoren entwickelt, etwa mittels Zugseil, Handkurbel oder über Pedale. Somit konnte der Laptop auch in abgeschiedenen Gebieten ohne Stromnetz eingesetzt werden. Ein einminütiges Aufladen sollte die Computernutzung für ca. 10–20 Minuten sichern.[32]

### Netzwerktechnik

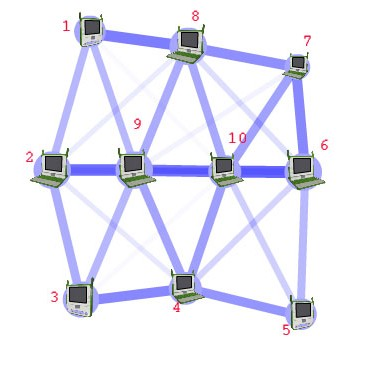
Räumliche Darstellung des Funknetzwerkes während des Schulunterrichts

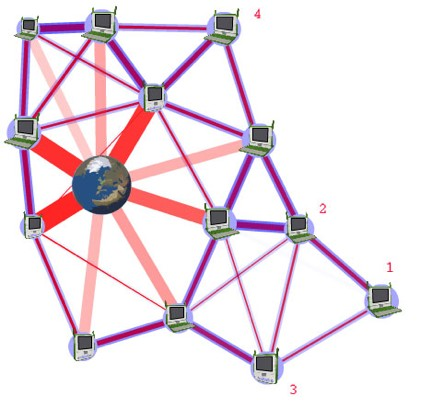
Räumliche Darstellung des Funknetzwerkes: Bereitstellung des Internetzugangs für alle Teilnehmer im Funknetz.

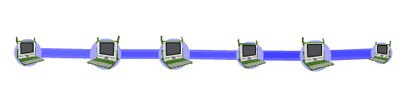
Funknetzwerk gem. IEEE 802.11s: Jeder Laptop ist in der Lage Datenpakete weiterzuleiten und damit eine Informationskette zu bilden.

Der Laptop verfügte über einen eingebauten Router zum Aufbau eines lokalen WLAN-Funknetzwerks nach den Standards 802.11b und 802.11g mit Erweiterung gemäß 802.11s. Jeder Laptop konnte ohne eine Vermittlungsstelle, d. h. ohne einen Server, zu jedem anderen Laptop automatisch, also ohne manuelle Konfiguration, eine Verbindung aufbauen. Damit entstand ein lokales Netz. Ein Laptop oder Server mit Zugang zum Internet stellte diesen auch für alle Teilnehmer im Funknetz bereit, bei Bedarf auch über die eingebauten USB-Anschlüsse in Verbindung mit einer Ethernet-Netzwerkkarte.
Mit den zwei integrierten WLAN-Antennen (den „Hasenohren“) konnte eine maximale Übertragungsgeschwindigkeit von 2 Mbit/s erreicht werden. Die Funkreichweite lag unter optimalen Bedingungen bei etwa 2 Kilometer. Zudem konnte der XO-Laptop mit anderen Laptops bei der Datenweiterleitung kooperieren; Datenpakete konnten über bis zu 20 Laptops bis zum Empfänger weitergeleitet werden. Dadurch ergab sich eine theoretische Reichweite des Funknetzes von 30 bis 40 Kilometer. Damit jeder Laptop als Vermittlungsstelle arbeiten konnte, blieb die Datenweiterleitung auch im ausgeschalteten Zustand aktiv.

## Software
Aus Kostengründen und um die Pflege und Weiterentwicklung der Software, angepasst an die spezifischen Bedürfnisse in den Abnehmerländern, zu ermöglichen, wurde der Einsatz proprietärer Software vermieden und, soweit möglich, freie beziehungsweise Open-Source-Software verwendet.

### Systemsoftware
Als Bootloader zum Start des PC-Systems diente Open Firmware, das unter der freien MIT-Lizenz bzw. BSD-Lizenz verfügbar ist. Damit konnte sowohl vom eingebauten Flash-Speicher als auch von einer SD-Karte sowie über die USB-Anschlüsse (für USB-Sticks oder externe Festplatten) oder über das Funknetzwerk („wireless boot“) gebootet werden.
Als Betriebssystem wurde die Linux-Distribution Fedora 9 installiert.
Die grafische Benutzeroberfläche „Sugar“ basierte auf Software-Komponenten von Gnome, die an die Zielgruppe (Schüler ab der Primarstufe, die gegebenenfalls noch keine Kenntnisse in Lesen und Schreiben haben) angepasst wurden. Sie sollte die Steuerung des Computers durch Anklicken selbsterklärender Symbolen ermöglichen.

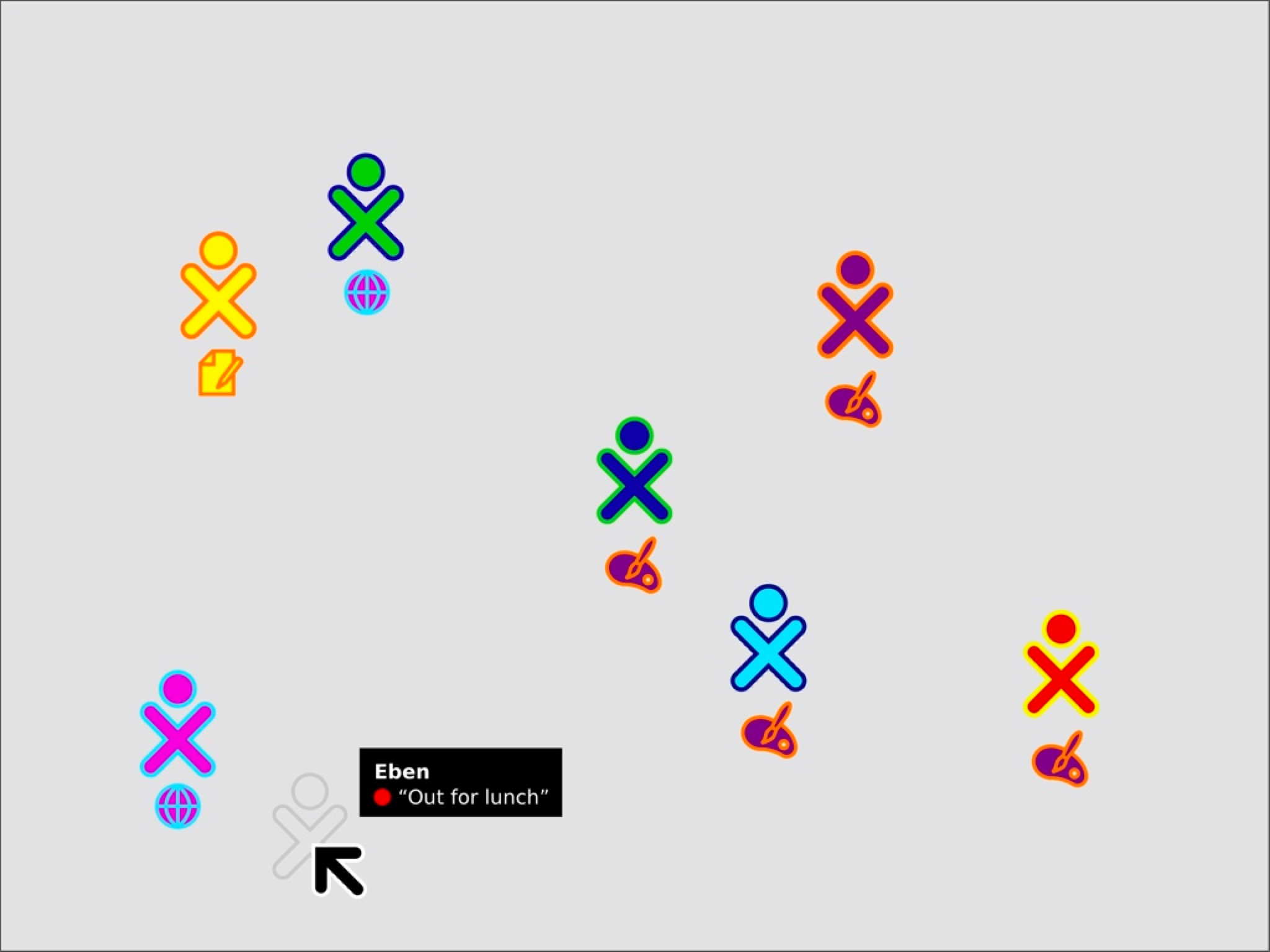
Darstellung des Funknetzes in der Benutzeroberfläche „Sugar“: Darstellung der Nutzer als XO-Figuren, angeordnet um aktive Anwendungen, in „Sugar“ als „Aktivität“ bezeichnet. Durch Anklicken eines Personenicons wird Kontakt zum Gesprächspartner hergestellt.

Ein besonderer Schwerpunkt lag auf der Interaktion zwischen den Schülern und zwischen Schülern und Lehrern. Die Nutzung des Computers war um „Aktivitäten“ herum organisiert. „Aktivitäten“ konnten von jedem Nutzer gestartet und mit anderen im Netzwerk geteilt werden, indem sie veröffentlicht oder einzelne Nutzer dazu eingeladen wurden. Für jede laufende „Aktivität“ wurde automatisch ein „Schwarzes Brett“ zum Ideen- und Dateienaustausch eingerichtet.

### Anwendungen
Der 100-Dollar-Laptop wurde mit vorinstallierten Programmen verteilt. Zur Grundausstattung gehörte unter anderem ein Webbrowser auf Basis der Gecko-Engine, die Textverarbeitung AbiWord, ein E-Mail-Programm und ein Chat-Programm mit Videokonferenz-Funktion. Der Laptop unterstützte zahlreiche Dateiformate, unter anderem PDF, Microsoft Word, ODF, JPEG, PNG, MP3, Ogg und Adobe Flash. Die Textverarbeitung Abiword ermöglicht das parallele Bearbeiten eines Dokuments mit bis zu fünf Personen über WLAN und Internet. Die Eingabe der ersten Person ist dabei sofort auf dem Bildschirm der anderen beteiligten Mitarbeiter sichtbar. Auch ein beigefügtes Malprogramm für Kinder ließ sich in dieser Weise gemeinsam nutzen.
Logisches Denken sollte durch die Anwendung Squeak gefördert werden. Auf dem Laptop wurden dazu einfache, in Squeak entwickelte Bausteine (die EToys) installiert. Auch diese Bausteine können von den Kindern über das Netzwerk getauscht werden. Daneben wurden von verschiedenen Online-Communitys Spiele-Klassiker wie Tetris oder auch SimCity auf den XO übertragen.
Zudem wurden von verschiedenen Diensteanbietern weitere Nutzungsmöglichkeiten eingeräumt: Laut einem Interview mit Nicholas Negroponte stellte Google digitale Landkarten zur Verfügung, eBay ermöglichte die Benutzung von PayPal und Skype und News Corp den Zugang zur Videoplattform Myspace. Diese Inhalte standen jedoch nicht unter einer freien Lizenz.

## Kritik
Intel-Chef Craig R. Barrett sagte im Dezember 2005, dass der Laptop nicht alle Möglichkeiten eines vollwertigen Computers biete, und bezeichnete ihn als „Gadget“ (englisch etwa technische Spielerei). Er zweifelte am Erfolg des Projekts. Die Presse machte für seine Haltung unter anderem den Umstand verantwortlich, dass die CPU des Laptops von Intels Konkurrenten AMD kam. Negroponte wies demgegenüber darauf hin, dass es sich „nicht um ein Laptop-Projekt, sondern um ein Bildungsprojekt handelt“. Er warf Barrett zudem vor, den Erfolg des 100-Dollar-Laptops gezielt zu unterminieren, indem er Partner für Intels eigenen Low-budget-Laptop abwerbe.
Microsoft-Gründer Bill Gates bemängelte im März 2006 die geringe Größe des Bildschirms, das Fehlen einer Festplatte und die Handkurbel zur Stromgenerierung („Himmel, nehmt einen vernünftigen Computer.“). Die Presse mutmaßte, dass die Konzeption des 100-Dollar-Laptops als Linuxsystem Anlass seiner ablehnenden Haltung war.
Auch Tony Roberts von Computer Aid International äußerte im Juni 2006 Zweifel am Konzept des 100-$-Laptops. „Sie [One Laptop per Child] wollen eine nicht standardisierte und ungetestete Plattform einführen, die nur an Regierungen verkauft wird.“ Weiterhin beanstandete er, dass der 100-Dollar-Laptop von anderen Projekten mit ähnlichen Zielen ablenke.
Computer Aid International ist ein in London ansässiges Projekt, das gebrauchte, aber von Unternehmen gespendete Desktop-Computer repariert und an Entwicklungsländer weitergibt.
Die indische Regierung lehnte nach anfänglicher Zustimmung im Juli 2006 die Teilnahme am Projekt ab. Staatssekretär Sudeep Banerjee zweifelte an dessen pädagogischem Nutzen. Wenn jedes Kind für den Schulgebrauch einen Laptop erhielte, wäre dies der Entwicklung von Kreativität und analytischen Fähigkeiten abträglich. Es sei sinnvoller, das Geld in Schulgebäude und Lehrer zu investieren. Auch von anderer Seite wurde eingewandt, dass es Schulen in ärmeren Ländern an viel grundlegenderen Dingen mangele.
Im März 2007 kritisierte die Onlinezeitschrift Telepolis die Höhe der Kosten für die Entwicklungsländer. Selbst ein Laptop-Preis von 100 US-Dollar würde deren finanzielle Leistungsfähigkeit überfordern. Zudem würde durch die XO-Laptops massenweise Elektronikschrott anfallen, der trotz Recyclingprogramm schwerwiegende ökologische Folgen nach sich ziehen könnte.
Der Informatiker Valdemar W. Setzer von der Universität São Paulo, ein vehementer Kritiker jeder Fernseh-, Computer- und Internetnutzung durch Kinder, fasste die Einwände gegen das OLPC-Projekt 2007 in einem ausführlichen Paper zusammen.

## Evaluation
Die Inter-American Development Bank (IDB) veröffentlichte 2012 eine groß angelegte Studie, in der die Auswirkungen des OLPC-Projekts in Peru untersucht wurden. Zwar nutzten die Schüler der Primärschulen die vorinstallierten Anwendungen häufig. Jedoch steigerte sich die Anwesenheit im Unterricht nicht, die Schüler lasen nicht mehr als die Vergleichsgruppe, und die Lernmotivation konnte nicht messbar gesteigert werden. Die Studie schlägt vor, Gelder besser für die Verkleinerung der Klassen und für die Lehrerausbildung einzusetzen.
Scharfe Kritik am OLPC-Projekt übte die Soziologin Morgan G. Ames in ihrem 2019 veröffentlichten Buch The Charisma Machine: The Life, Death, and Legacy of One Laptop per Child, in dem sie auf der Grundlage ihrer Feldforschung zu den Auswirkungen des Projekts in Paraguay OLPC als charismatische Bewegung interpretiert und die Kluft zwischen den damit geweckten Hoffnungen und dem weitgehenden Scheitern des Projekts in der Praxis herausarbeitet.
Eine kritische Bilanz des Projekts zieht heise online im Jahre 2022.

## Film
- Ein Laptop gegen die Armut. Fernseh-Dokumentation, Deutschland, 2009, 45 Min., Buch und Regie: Chiara Sambuchi, Produktion: Lavafilm, Arte, ZDF, Erstausstrahlung: 23. März 2010, Inhaltsangabe von Arte